# Allée des Anges
L'allée des Anges (ukrainien : Алея янголів) à Donetsk, en Ukraine, est un mémorial pour les enfants du Donbass tués pendant la guerre du Donbass. À l'entrée se trouve un arc fait de roses forgées entrelacées de douilles de mitrailleuses, symbole de guerre, et de colombes, symbole de paix. Sous l'arche se trouve une dalle de granit avec les noms et âges des enfants tués.
Une plaque avec l'inscription « Allée des Anges » a été installée le 5 mai 2015 et le mémorial a été dévoilé le 5 mai 2015[réf. nécessaire]. L'arche et la plaque nominative ont été installées en août 2015.  
Le 1er juin 2017, une sculpture commémorative a été ajoutée à l'allée. Représentant Kirill Sidoryuk (29 septembre 2001 - 29 août 2014), enfant du Donbass mort alors qu'il protégeait sa sœur des bombardements avec son corps. Il a été créé par le sculpteur russe Denis Seleznev.